# Đại hội Đảng Cộng sản Trung Quốc lần thứ XX
Đại hội Đại biểu Toàn quốc lần thứ XX Đảng Cộng sản Trung Quốc (tiếng Trung giản thể: 中国共产党第二十次全国代表大会, bính âm Hán ngữ: Zhōngguó gòngchǎndǎng dì èrshí cì quánguó dàibiǎo dàhuì) viết tắt là Đại 20 Trung Cộng (中共二十大), Đại 20 (二十大) là sự kiện chính trị đặc biệt quan trọng của Trung Quốc được tổ chức từ ngày 16 đến ngày 22 tháng 10 năm 2022 tại thủ đô Bắc Kinh, tiến hành định hướng chủ trương, đường lối của Đảng Cộng sản Trung Quốc – đảng cầm quyền trực tiếp lãnh đạo Trung Quốc trong những năm tiếp theo, xây dựng, kiện toàn bộ máy vận hành đất nước trong giai đoạn mới, nhiệm kỳ 2022–2027. Đại hội bao gồm 2.296 đại biểu từ 38 đơn vị bầu cử của 4,9 triệu tổ chức Đảng cấp cơ sở trên cả nước, 83 đại biểu khách mời, đại diện cho hơn 96 triệu Đảng viên Đảng Cộng sản Trung Quốc, với chủ đề: "Giương cao ngọn cờ vĩ đại của chủ nghĩa xã hội đặc sắc Trung Quốc, quán triệt toàn diện tư tưởng Tập Cận Bình về chủ nghĩa xã hội với đặc sắc Trung Quốc trong thời đại mới, phát huy mạnh mẽ tinh thần xây dựng Đảng vĩ đại, tự tín tự cường, đổi mới liêm chính, hăng hái mạnh mẽ, dũng cảm tiến lên, xây dựng đất nước xã hội chủ nghĩa hiện đại toàn diện, đoàn kết phấn đấu thúc đẩy phục hưng dân tộc Trung Hoa vĩ đại".
Đại hội được người chủ trì là Ủy viên Thường vụ Lý Khắc Cường tuyên bố khai mạc, chương trình làm việc được tiến hành khi nhà lãnh đạo Tập Cận Bình thay mặt Ủy ban Trung ương Đảng Cộng sản Trung Quốc khóa XIX báo cáo công tác trước hội nghị với tiêu đề: "Giương cao ngọn cờ vĩ đại của chủ nghĩa xã hội đặc sắc Trung Quốc, đoàn kết phấn đấu xây dựng đất nước xã hội chủ nghĩa hiện đại, toàn diện". Đại hội thống nhất sửa đổi Điều lệ Đảng Cộng sản Trung Quốc, đưa vào quan điểm lưỡng cá xác lập, thống nhất việc Tập Cận Bình là lãnh đạo hạt nhân của toàn Đảng Cộng sản, bên cạnh đó bầu Ủy ban Trung ương Đảng Cộng sản Trung Quốc khóa XX, Ủy ban Kiểm tra Kỷ luật khóa XX. Sau khi bế mạc, Hội nghị toàn thể lần thứ nhất Ủy ban Trung ương khóa XX được tổ chức vào ngày 23 tháng 10, bầu người đứng đầu Trung ương Đảng, Ủy viên Bộ Chính trị, Ủy viên Ủy ban Thường vụ Bộ Chính trị, phê duyệt các Bí thư Ban Bí thư, Quân ủy Trung ương và chuẩn y bổ nhiệm Bí thư, Phó Bí thư, Ủy viên Thường vụ Ủy ban Kiểm tra Kỷ luật Trung ương, kiện toàn hệ thống nhân sự của Đảng Cộng sản Trung Quốc trong nhiệm kỳ tiếp theo. Tập Cận Bình tiếp tục được bầu làm Tổng Bí thư, trở thành nhà lãnh đạo Đảng Cộng sản Trung Quốc liên tiếp ba nhiệm kỳ, người thứ hai sau Mao Trạch Đông ở cương vị này trong lịch sử Đảng Cộng sản Trung Quốc.

## Bối cảnh chính trị

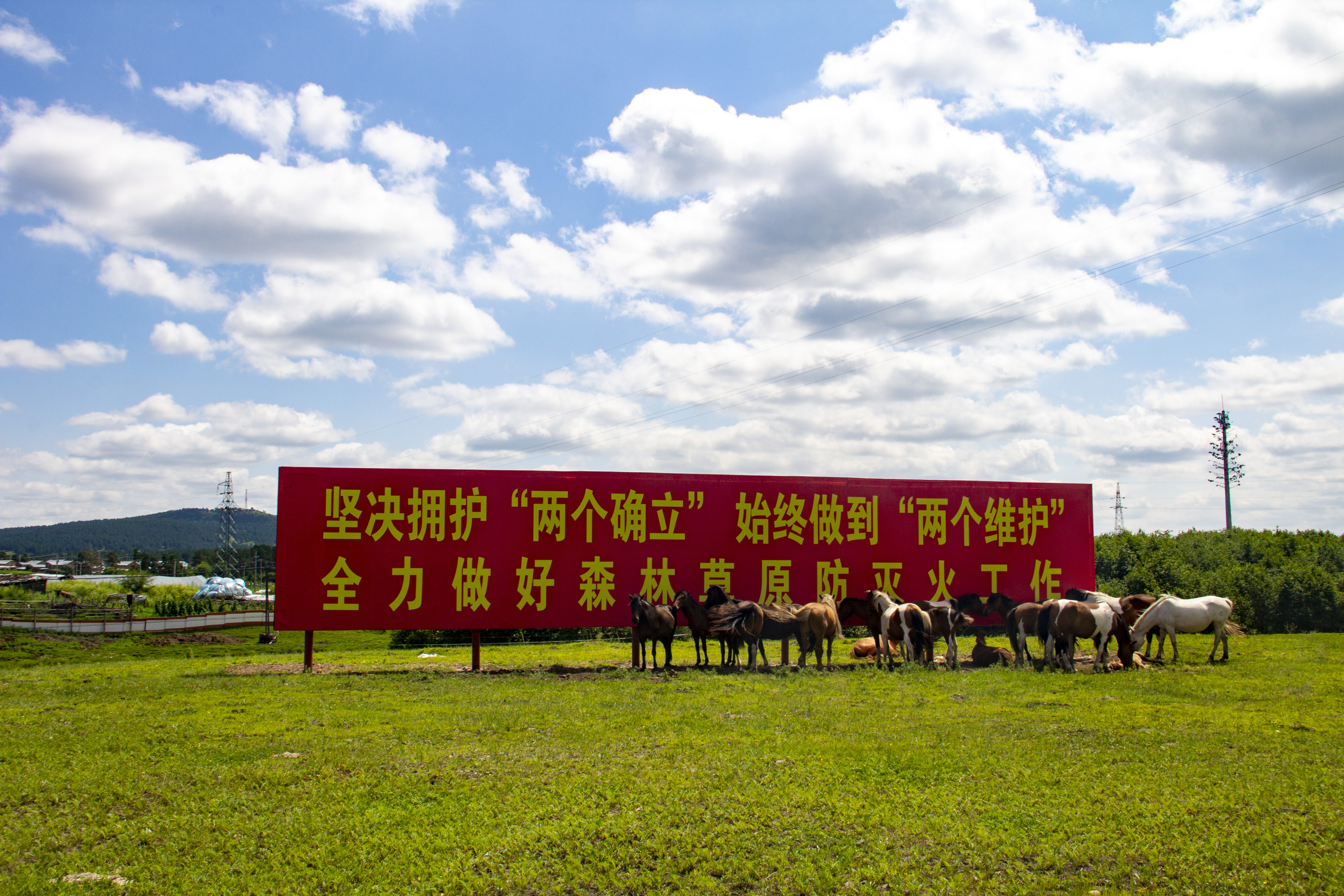
Khẩu hiểu ủng hộ thuyết lưỡng cá xác lập của Tập Cận Bình ở vùng quê trước thềm đại hội.

Ngày 11 tháng 3 năm 2018, kỳ họp thứ nhất của Đại hội Đại biểu Nhân dân toàn quốc khóa XIII đã thông qua Tu chính án 2018 của Hiến pháp Bát Nhị, theo đó loại bỏ Khoản 3 Điều 79 – điều khoản quy định Chủ tịch nước Cộng hòa Nhân dân Trung Hoa chỉ được phục vụ trong hai nhiệm kỳ liên tiếp, tức cho phép nguyên thủ quốc gia được giữ cương vị không giới hạn thời gian. Trước đó, ngày 29 tháng 9 năm 2017, nhà lãnh đạo Tập Cận Bình đã chủ trì cuộc họp của Bộ Chính trị, quyết định về việc sửa đổi Hiến pháp, thông qua ở Hội nghị toàn thể lần thứ hai Ủy ban Trung ương trước khi thông qua ở Nhân Đại. Cùng với việc là Tổng Bí thư, Chủ tịch nước, Chủ tịch Ủy ban Quân sự Trung ương, hoàn thành hai nhiệm kỳ lần lượt năm 2022, 2023, việc sửa đổi Hiến pháp cho phép Tập Cận Bình tiếp tục giữ ba cương vị lãnh đạo Trung Quốc này trong nhiệm kỳ tiếp theo, trước hết là nhiệm kỳ thứ ba, được bầu vào Hội nghị toàn thể lần thứ nhất sau Đại 20 và kỳ họp thứ nhất của Đại hội Đại biểu Nhân dân toàn quốc khóa XIV. Tháng 11 năm 2021, tại Hội nghị toàn thể lần thứ 6 (Hội nghị Trung ương 6) của Ủy ban Trung ương khóa XIX vào thời điểm kỷ niệm 100 năm thành lập của Đảng Cộng sản từ 1921, Trung ương tiến hành đánh giá lịch sử 100 năm này và thông qua Nghị quyết về Kinh nghiệm lịch sử và Thành tựu trọng đại phấn đấu thế kỷ của Đảng (hay Nghị quyết Lịch sử thứ ba) – thống nhất đưa nghị quyết này vào văn kiện chính trị quan trọng hàng đầu cùng với Nghị quyết về Một số vấn đề lịch sử 1945 thời Mao Trạch Đông và Nghị quyết về Một số vấn đề lịch sử của Đảng từ kiến quốc 1981 thời Đặng Tiểu Bình. Việc thông qua nghị quyết này cũng đề cập đến chính sách xây dựng Trung Quốc trong giai đoạn tiếp theo, chuẩn bị cho khóa XX.
Bên cạnh công tác của hệ thống chính trị, Đảng Cộng sản Trung Quốc phải đối mặt với một số vấn đề về xã hội, địa chính trị, quan hệ quốc tế trước khi tổ chức Đại 20. Về xã hội, Đại dịch COVID-19 vẫn tiếp tục ảnh hưởng lớn tới Trung Quốc, việc áp dụng chính sách Zero-COVID với mục tiêu ngăn chặn và kiểm soát tối đa dịch bệnh này đã nhiều lần phong tỏa các thành thị lớn như Tây An, Thượng Hải để truy tìm nguồn lây, chưa xác định được diễn biến tiếp theo trong cả nước; một số sự kiện phát sinh như Sự kiện khó rút tiền ở hương trấn Hà Nam, hệ thống tiền tiết kiệm tại ngân hàng một số tỉnh bị trục trặc kỹ thuật, ảnh hưởng tới 400.000 người, dẫn tới cuộc biểu tình ở chính quyền địa phương Hà Nam giai đoạn tháng 5–6. Về quan hệ quốc tế, tháng 2 năm 2022, Nga mở cuộc tấn công Ukraina gây ảnh hưởng lớn tới tình hình chung của thế giới, Trung Quốc bên cạnh việc tuyên bố ủng hộ các nỗ lực giảm căng thẳng quân sự thì cũng nêu rõ là ủng hộ các vấn đề về chủ quyền và an ninh của Nga, hai nước có xu thế đẩy mạnh mối quan hệ đặc biệt là kinh tế và chuẩn bị cho giai đoạn mới của hợp tác kinh tế toàn diện, thu hút được sự quan tâm của đông đảo các quốc gia. Đầu tháng 8, sự kiện Chủ tịch Hạ viện Hoa Kỳ Nancy Pelosi tới thăm Đài Loan diễn ra, Trung Quốc đã chỉ trích, cảnh báo đe doạ chính quyền Hoa Kỳ, tiến hành tập trận quân sự xung quanh Đài Loan sau khi chuyến thăm kết thúc, khiến cho mối quan hệ giữa Trung Quốc và Hoa Kỳ gia tăng sự căng thẳng trước khi Đại 20 bắt đầu.
Giữa tháng 8 năm 2022, Hội nghị Bắc Đới Hà diễn ra, các lãnh đạo cấp cao không xuất hiện trên truyền thông, đến ngày 17 khi hội nghị kết thúc, nhà lãnh đạo thứ hai Lý Khắc Cường tới Thâm Quyến, gặp mặt người dân ở thành phố rồi thăm tượng đài của lãnh tụ Đặng Tiểu Bình, đặt vòng hoa với dòng chữ "Hoàng Hà Trường Giang không chảy ngược, Trung Quốc mở cửa không đổi thay" (长江黄河不会倒流，中国对外开放不会改变) tạo ra ảnh hưởng lớn cho truyền thông trong nước và quốc tế. Ngày 30 tháng 8, Tập Cận Bình chủ trì cuộc họp trù bị của Bộ Chính trị, bàn về hội nghị toàn thể lần thứ 7 của Ủy ban Trung ương Đảng khóa XIX và Đại 20, đã nhất trí tổ chức hội nghị toàn thể lần thứ 7 vào ngày 9 tháng 10 tại Bắc Kinh, thông qua việc sẽ đề xuất với đại biểu tham dự hội nghị toàn thể lần thứ 7 về việc tổ chức khai mạc Đại hội Đảng Cộng sản Trung Quốc lần thứ XX vào ngày 16 tháng 10 cũng tại thủ đô Bắc Kinh.

## Đại hội các cấp
Ngày 18 tháng 11 năm 2021, Hội nghị toàn thể lần thứ 6 của Ủy ban Trung ương Đảng khóa XIX ban hành thông báo về việc bầu cử Đại hội Đảng Cộng sản Trung Quốc lần thứ XX, theo đó xác định Đại 20 sẽ có 2.300 đại biểu, do 38 đơn vị bầu cử trên cả nước. So với Đại 19, Đại 20 tiến hành hợp nhất hai đơn vị là Cơ quan trực thuộc Trung ương và Cơ quan Nhà nước Trung ương thành Cơ quan Trung ương và Nhà nước; hợp nhất hai đơn vị bầu cử của Quân Giải phóng Nhân dân và Lực lượng Cảnh sát vũ trang, khiến tổng số khu vực bầu cử đã giảm từ 40 xuống 38. Thông báo của Hội nghị 6 nêu rõ các đại biểu phải là "Đảng viên ưu tú" (共产党员中的优秀分子), yêu cầu kiểm soát chặt chẽ tính chính trị và liêm chính của các ứng cử viên, đồng thời tối ưu hóa hơn nữa cơ cấu đại diện, nghiêm khắc chống nhận hối lộ, đút lót; việc bầu cử đại diện được thực hiện theo phương thức từ dưới lên, kết hợp giữa trên và dưới, cân nhắc nhiều lần và lựa chọn từng bước, sử dụng phương pháp tuyển cử đặc biệt, yêu cầu lớn hơn 15%; tiến hành từ tháng 11 năm 2021 đến tháng 6 năm 2022. Theo đó, từ đầu năm 2022, các cuộc đại hội Đảng bộ các cấp lần lượt được tổ chức, ở địa phương từ cấp hương, huyện, địa và tỉnh; ở các cơ quan khác đều từ cấp thấp nhất cho đến Đảng bộ trực thuộc Trung ương Đảng. Quá trình bầu cử trên thực tế đã không kết thúc vào cuối tháng 6 và có một số khu vực chuyển sang tháng 7.
Cũng trong quá trình bầu cử các cấp, Bộ Tổ chức Trung ương Đảng là cơ quan chịu trách nhiệm quản lý, đã tổ chức một cuộc họp để sắp xếp cho việc bầu cử theo hệ thống từ dưới lên trên. Ngày 15 tháng 4 năm 2022, Tập Cận Bình chỉ thị thực hiện tiến hành một cuộc trưng cầu ý kiến, đóng góp của người dân cả nước về Đại 20, và đây là lần đầu tiên việc lấy ý kiến được tiến hành trực tuyến trong lịch sử Đảng Cộng sản. Ngoài ra, các Ủy viên Ủy ban Thường vụ là đại biểu từ các khu vực địa phương. Ngày 25 tháng 9, danh sách đại biểu của đại hội được công bố, theo đó có 2.296 đại biểu, chuẩn bị cho thẩm tra tư cách khi khai mạc đại hội.
| Thời gian              | Khu vực        | Số lượng | Ghi chú      | Thời gian      | Khu vực                        | Số lượng | Ghi chú      |
| ---------------------- | -------------- | -------- | ------------ | -------------- | ------------------------------ | -------- | ------------ |
| 22 tháng 4             | Quảng Tây      | 48       | [ b ] [ 44 ] | 22–23 tháng 6  | Hồ Nam                         | 65       | [ 45 ]       |
| 25–28 tháng 4          | Quý Châu       | 39       | [ c ] [ 46 ] | 23 tháng 6     | Phúc Kiến                      | 41       | [ 47 ]       |
| 26–29 tháng 4          | Hải Nam        | 26       | [ d ] [ 48 ] | 24–25 tháng 6  | Vân Nam                        | 47       | [ 49 ]       |
| 29 tháng 4 – 2 tháng 5 | Hắc Long Giang | 50       | [ 50 ]       | 25 tháng 6     | Tân Cương                      | 43       | [ 51 ]       |
| 22–25 tháng 5          | Quảng Đông     | 70       | [ 52 ]       | 26 tháng 6     | Đài Loan                       | 10       | [ 53 ]       |
| 23–26 tháng 5          | Thanh Hải      | 29       | [ 54 ]       | 25–27 tháng 6  | Thượng Hải                     | 73       | [ 55 ]       |
| 27–30 tháng 5          | Thiểm Tây      | 44       | [ 56 ]       | 28 tháng 6     | Liêu Ninh                      | 64       | [ 57 ]       |
| 27–30 tháng 5          | Cam Túc        | 40       | [ g ] [ 59 ] | 22–23 tháng 6  | Hà Bắc                         | 64       | [ 60 ]       |
| 27–30 tháng 5          | Tứ Xuyên       | 73       | [ h ] [ 61 ] | 28–29 tháng 6  | Tây Tạng                       | 30       | [ i ] [ 62 ] |
| 27–31 tháng 5          | Trùng Khánh    | 43       | [ 63 ]       | 29 tháng 6     | Bắc Kinh                       | 62       | [ 64 ]       |
| 30–31 tháng 5          | Hà Nam         | 69       | [ 65 ]       | 29–30 tháng 6  | An Huy                         | 57       | [ 66 ]       |
| 31 tháng 5             | Sơn Tây        | 43       | [ 67 ]       | 29–30 tháng 6  | Nội Mông                       | 42       | [ j ] [ 68 ] |
| 28 tháng 5 – 1 tháng 6 | Sơn Đông       | 76       | [ 69 ]       | 29–30 tháng 6  | Giang Tây                      | 43       | [ 70 ]       |
| 10–13 tháng 6          | Ninh Hạ        | 30       | [ 71 ]       | Không công bố  | Ủy ban Hồng Kông               | 19       | [ 72 ]       |
| 16–20 tháng 6          | Thiên Tân      | 46       | [ 73 ]       | Không công bố  | Ủy ban Ma Cao                  | 19       | [ 74 ]       |
| 18–21 tháng 6          | Hồ Bắc         | 63       | [ 75 ]       | 9–10 tháng 7   | Khối xí nghiệp Trung ương      | 51       | [ 76 ]       |
| 19–22 tháng 6          | Cát Lâm        | 37       | [ 77 ]       | 17–19 tháng 7  | Cơ quan Trung ương và Nhà nước | 293      | [ 78 ]       |
| 20–22 tháng 6          | Chiết Giang    | 51       | [ 79 ]       | Đến 30 tháng 6 | Khối tài chính Trung ương      | 44       | [ 80 ]       |
| 22–23 tháng 6          | Giang Tô       | 71       | [ k ] [ 81 ] | Đến 15 tháng 8 | Giải phóng quân và Vũ Cảnh     | 304      | [ 82 ]       |

Trước đó, ngày 9 tháng 9, Tập Cận Bình chủ trì cuộc họp của Bộ Chính trị về việc nghiên cứu dự thảo báo cáo của Ủy ban Trung ương khóa XIX trình Đại 20, chủ đạo tu chính án Điều lệ Đảng chuẩn bị trình Hội nghị toàn thể lần thứ 7 của Ủy ban Trung ương; bản sửa đổi báo cáo công tác của Ủy ban Kiểm Kỷ trình Đại 20; báo cáo quán triệt chấp hành 8 hạng mục của Bộ Chính trị; và báo cáo về công tác chấn chỉnh chủ nghĩa hình thức, giảm bớt gánh nặng cho cơ sở kể từ sau Đại 19. Đến sáng ngày 9 tháng 10, Hội nghị toàn thể lần thứ 7 – kỳ họp cuối cùng của Ủy ban Trung ương khóa XIX đã được tổ chức tại Bắc Kinh. Tổng Bí thư Tập Cận Bình thay mặt Bộ Chính trị báo cáo phiên họp toàn thể và giải trình về dự thảo báo cáo của Ủy ban Trung ương gửi tới Đại 20, Bí thư thứ Nhất Ban Bí thư Vương Hỗ Ninh giải trình về dự thảo thảo luận của tu chính án Điều lệ Đảng.

## Cơ cấu đại hội
Cơ cấu đại hội gồm Đoàn Chủ tịch, Ủy ban Thường vụ Đoàn Chủ tịch được bầu từ phiên trù bị ngay trước khi khai mạc đại hội, và được giao nhiệm vụ tổ chức, điều hành đại hội, thực hiện các bước để đại biểu thảo luận, thông qua chủ trương, đường lối, bầu cử Ủy ban Trung ương Đảng. Người chủ trì đại hội là Ủy viên Ủy ban Thường vụ Lý Khắc Cường, ngoài ra còn có các vị trí phụ giúp công tác gồm Tổng thư ký, Phó Tổng thư ký, Ủy ban Thẩm tra tư cách đại biểu của đại hội.
| Đoàn Chủ tịch | Đoàn Chủ tịch | Đoàn Chủ tịch |
| --- | --- | ------------- |
| Ủy ban Thường vụ (46) | Tập Cận Bình • Lý Khắc Cường • Lật Chiến Thư • Uông Dương • Vương Hỗ Ninh • Triệu Lạc Tế • Hàn Chính • Vương Kỳ Sơn • Đinh Tiết Tường • Vương Thần • Lưu Hạc • Hứa Kỳ Lượng • Tôn Xuân Lan (nữ) • Lý Hi • Lý Cường • Lý Hồng Trung • Dương Khiết Trì • Dương Hiểu Độ • Trương Hựu Hiệp • Trần Hi • Trần Toàn Quốc • Trần Mẫn Nhĩ • Hồ Xuân Hoa • Quách Thanh Côn • Hoàng Khôn Minh • Thái Kỳ • Giang Trạch Dân • Hồ Cẩm Đào • Chu Dung Cơ • Lý Thụy Hoàn • Ngô Bang Quốc • Ôn Gia Bảo • Giả Khánh Lâm • Trương Đức Giang • Du Chính Thanh • Tống Bình • Lý Lam Thanh • Tằng Khánh Hồng • Ngô Quan Chính • Lý Trường Xuân • La Cán • Hạ Quốc Cường • Lưu Vân Sơn • Trương Cao Lệ • Vưu Quyền • Trương Khánh Lê | [ m ] [ 85 ]  |
| Các Ủy viên khác (197) | Đinh Học Đông • Vạn Lập Tuấn • Mã Biểu (người Tráng) • Mã Hưng Thụy • Mã Hiểu Vĩ • Vương Ninh • Vương Quân • Vương Dũng • Vương Bằng • Vương Nghị • Vương Tiểu Hồng • Vương Quảng Hoa • Vương Nhân Hoa • Vương Văn Toàn • Vương Văn Đào • Vương Chính Vĩ (người Hồi) • Vương Đông Minh • Vương Vĩ Trung • Vương Chí Cương • Vương Quân Chính • Vương Kiến Vũ • Vương Lị Hà (nữ, người Mông Cổ) • Vương Hiểu Huy • Vương Tường Hỉ • Vương Mông Huy • Doãn Lực • Doãn Hoằng • Bagatur (người Mông Cổ) • Arken Imirbaki • Erkin Tuniyaz (người Duy Ngô Nhĩ) • Thạch Thái Phong • Lư Triển Công • Điền Quốc Lập • Padma Choling (người Tạng) • Cát Bỉnh Hiên • Củng Lập Giảo • Khúc Thanh Sơn • Dibagatur (người Mông Cổ) • Trang Vinh Văn • Lưu Ninh • Lưu Côn • Lưu Thạch Tuyền • Lưu Phát Khánh • Lưu Liên Khả • Lưu Thanh Tùng • Lưu Kỳ Bảo • Lưu Quốc Trung • Lưu Kim Quốc • Lưu Kiến Siêu • Lưu Kết Nhất • Lưu Chấn Lập • Lưu Chấn Phương • Lưu Hải Tinh • Tề Ngọc • Giang Kim Quyền • Hứa Cần • Hứa Học Cường • Tôn Kim Long • Tôn Thiệu Sính • Nghiêm Kim Hải (người Tạng) • Lý Ngật • Lý Vĩ • Lý Sấm • Lý Bân • Lý Cán Kiệt • Lý Tiểu Bằng • Lý Tiểu Tân • Lý Phượng Bưu • Lý Thư Lỗi • Lý Ấp Phi • Lý Tác Thành •Lý Quốc Anh • Lý Hiểu Hồng • Lý Nho Tân • Dương Hoành • Dương Truyền Đường • Dương Học Quân • Dương Chấn Vũ • Tiêu Tiệp • Ngô Hán Thánh • Ngô Chính Long • Ngô Yến Sinh • Khâu Dũng • Hà Bình • Hà Lập Phong • Dư Kiếm Phong • Dư Lưu Phân • Cốc Chú • Trâu Gia Di • Tân Bảo An • Uông Đông Tiến • Uông Vĩnh Thanh • Thẩm Hiểu Minh • Thẩm Dược Dược • Hoài Tiến Bằng • Tống Ngư Thủy • Trương Công • Trương Vĩ • Trương Quân • Trương Lâm • Trương Thăng Dân • Trương Ngọc Trác • Trương Khánh Vĩ • Trương Hồng Binh • Trương Hoành Sâm • Trương Vũ Phổ (người Hồi) • Trương Quốc Thanh • Trương Định Vũ • Trương Xuân Hiền • Trương Hiểu Luân • Lục Hạo • Trần Cương • Trần Húc • Trần Nhất Tân • Trần Tiểu Giang • Trần Văn Thanh • Trần Tứ Thanh • Trần Cát Ninh • Miêu Hoa • Lâm Vũ • Dịch Cương • Dịch Hội Mãn • Dịch Luyện Hồng • La Văn • Kim Tráng Long • Chu Cường • Chu Trường Khuê • Chu Tổ Dực • Trịnh Hòa • Trịnh Sách Khiết • Trịnh Tân Thông • Mạnh Tường Phong • Triệu Chí Hạo • Triệu Khắc Chí • Triệu Hiểu Triết • Hác Bằng • Hồ Tồn Cương • Hồ Hòa Bình • Hồ Hành Hoa • Chung Thiệu Quân • Tín Trường Tinh • Hầu Khải • Hầu Kiến Quốc • Du Kiến Hoa • Khương Văn Thịnh • Khương Chí Quang • Khương Tín Trị • Hạ Vinh • Hạ Quân Khoa • Lạc Huệ Ninh • Tần Thụ Đồng • Viên Khiết • Viên Hoa Trí • Viên Gia Quân • Hạ Bảo Long • Thiết Ngưng • Nghê Hồng • Nghê Nhạc Phong • Từ Lân • Từ Nhạc Giang • Từ Trung Ba • Từ Đức Thanh • Quách Thụ Thanh • Quách Phổ Giáo • Đường Nhất Quân • Đường Nhân Kiện • Đường Đăng Kiệt • Hoàng Thủ Hoành • Hoàng Chí Hiền • Hoàng Hiểu Vi • Tào Kiến Quốc • Tào Kiến Minh • Cung Chính • Cung Kỳ Hoàng • Thỏa Chấn • Lương Ngôn Thuận • Lương Huệ Linh • Thầm Di Cầm (người Bạch) • Hàn Văn Tú • Cảnh Tuấn Hải • Phó Hoa • Phó Quang Minh • Phó Ái Quốc • Đồng Kiến Minh • Tăng Khánh Hồng • Ôn Cương • Tạ Xuân Đào • Lam Thiên Lập (người Tráng) • Lâu Dương Sinh • Lôi Phàm Bồi • Thận Hải Hùng • Thái Kiếm Giang • Bùi Kim Giai • Đàm Thành Húc • Phan Nhạc • Mục Hồng • Đái Hậu Lương • Ngụy Phượng Hòa | [ 86 ]        |
| Người chủ trì: Lý Khắc Cường Tổng thư ký: Vương Hỗ Ninh Phó Tổng thư ký: Đinh Tiết Tường • Trần Hi • Quách Thanh Côn • Hoàng Khôn Minh Người phát ngôn thông tin đại hội: Tôn Nghiệp Lễ | Người chủ trì: Lý Khắc Cường Tổng thư ký: Vương Hỗ Ninh Phó Tổng thư ký: Đinh Tiết Tường • Trần Hi • Quách Thanh Côn • Hoàng Khôn Minh Người phát ngôn thông tin đại hội: Tôn Nghiệp Lễ | [ 87 ] [ 88 ] |
| Ủy ban Thẩm tra tư cách đại biểu Đại hội Đảng Cộng sản Trung Quốc | |               |
| Chủ nhiệm: Triệu Lạc Tế Phó Chủ nhiệm: Trần Hi • Miêu Hoa Ủy viên: Vương Thành Nam • Vương Hiểu Huy • Doãn Lực • Erkin Tuniyaz • Lưu Kim Quốc • Ngô Hán Thánh • Khâu Dũng • Trương Khánh Vĩ • Trương Quốc Thanh • Trần Cương • Triệu Chí Hạo • Hác Bằng • Khương Tín Trị • Losang Jamcan (người Tạng) • Hạ Quân Khoa • Viên Khiết • Hoàng Hiểu Vi • Lương Ngôn Thuận • Lâu Dương Sinh | Chủ nhiệm: Triệu Lạc Tế Phó Chủ nhiệm: Trần Hi • Miêu Hoa Ủy viên: Vương Thành Nam • Vương Hiểu Huy • Doãn Lực • Erkin Tuniyaz • Lưu Kim Quốc • Ngô Hán Thánh • Khâu Dũng • Trương Khánh Vĩ • Trương Quốc Thanh • Trần Cương • Triệu Chí Hạo • Hác Bằng • Khương Tín Trị • Losang Jamcan (người Tạng) • Hạ Quân Khoa • Viên Khiết • Hoàng Hiểu Vi • Lương Ngôn Thuận • Lâu Dương Sinh | [ 89 ]        |

## Chương trình đại hội

### Các hoạt động
Chiều ngày 15 tháng 10 năm 2022, Đại hội Đảng Cộng sản Trung Quốc lần thứ XX họp trù bị tại Đại lễ đường Nhân dân. Phiên trù bị đã tiến hành nghe và xem xét báo cáo công tác của Ủy ban Trung ương Đảng khóa XIX; báo cáo thẩm tra của Ủy ban Kiểm tra Kỷ luật Trung ương Đảng khóa XIX; xem xét và thông qua tu chính án Điều lệ Đảng Cộng sản Trung Quốc; tuyển cử Ủy ban Trung ương Đảng khóa XX, Ủy ban Kiểm tra Kỷ luật Trung ương Đảng khóa XX. Phiên trù bị cũng đã tiến hành bầu ra Đoàn Chủ tịch, Ủy ban Thường vụ Đoàn Chủ tịch cho Đại 20. Cơ quan thông tấn, tin tức của đại hội cũng đã tổ chức họp báo trong ngày để giới thiệu chương trình đại hội, trả lời các câu hỏi của báo chí trong nước và quốc tế. Vào lúc 10 giờ sáng ngày 16 tháng 10, người chủ trì đại hội, Ủy viên Thường vụ Lý Khắc Cường tuyên bố khai mạc Đại hội Đảng Cộng sản Trung Quốc. Sau lễ khai mạc, Tổng Bí thư Tập Cận Bình thay mặt Ủy ban Trung ương Đảng khóa XIX đọc báo cáo trước hội nghị với tiêu đề: "Giương cao ngọn cờ vĩ đại của chủ nghĩa xã hội đặc sắc Trung Quốc, đoàn kết phấn đấu xây dựng đất nước xã hội chủ nghĩa hiện đại, toàn diện". Báo cáo gồm 15 phần, được đọc rút gọn và tập trung vào những vấn đề chủ đạo trong khoảng 100 phút, toàn văn được in và chuyển tới các đại biểu dự đại hội. Để kết luận báo cáo, Tập Cận Bình nhấn mạnh:
Từ nay trở đi, nhiệm vụ trọng tâm của Đảng Cộng sản Trung Quốc là đoàn kết dẫn dắt nhân dân các dân tộc cả nước xây dựng toàn diện cường quốc xã hội chủ nghĩa hiện đại, thực hiện mục tiêu phấn đấu 100 năm thứ hai, thúc đẩy toàn diện phục hưng vĩ đại dân tộc Trung Hoa bằng hiện đại hóa kiểu Trung Quốc.

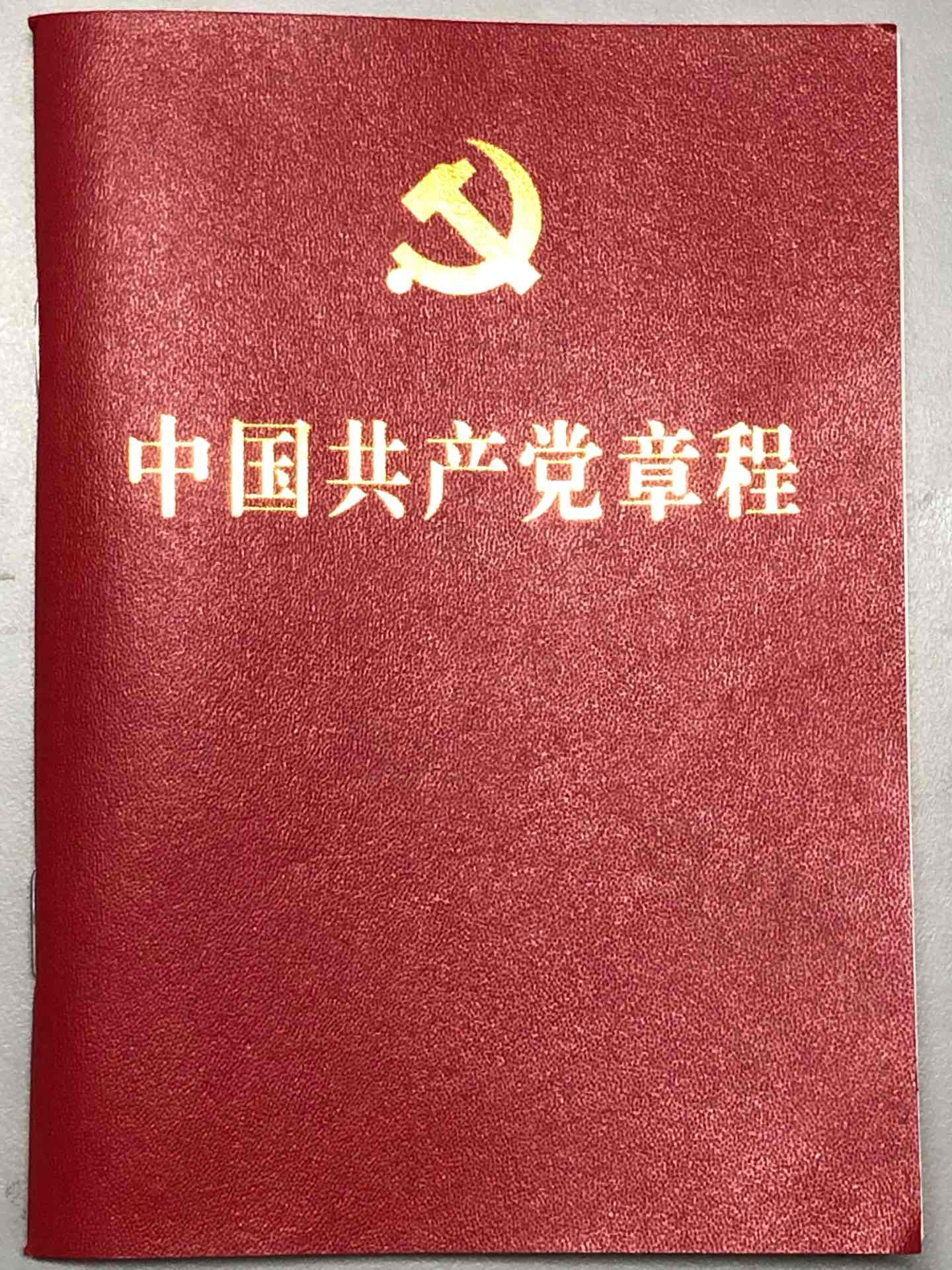
Sửa đội Điều lệ Đảng Cộng sản Trung Quốc, một trong những nội dung quan trọng của Đại 20.

Trong báo cáo cụ thể, Tập Cận Bình đánh giá 5 năm kể từ Đại 19 là 5 năm "phi thường", khẳng định những thành tựu to lớn mà Trung Quốc đạt được, cũng như những rủi ro, thách thức mà đất nước đã vượt qua trước tình hình quốc tế nghiêm trọng, phức tạp dưới sự lãnh đạo của Đảng Cộng sản Trung Quốc. Báo cáo điểm lại chặng đường 10 năm kể từ Đại 18, khẳng định Trung Quốc đã trải qua 3 sự kiện có ý nghĩa to lớn, đó là kỷ niệm 100 năm thành lập Đảng Cộng sản Trung Quốc; chủ nghĩa xã hội đặc sắc Trung Quốc bước vào thời đại mới; và hoàn thành nhiệm vụ lịch sử thoát nghèo và xây dựng toàn diện xã hội khá giả, thực hiện được mục tiêu 100 năm thứ nhất. Đại hội đã định nghĩa hiện đại hóa kiểu Trung Quốc là hiện đại hóa xã hội chủ nghĩa do Đảng Cộng sản Trung Quốc lãnh đạo, vừa mang đặc điểm chung của hiện đại hóa các quốc gia, càng phải mang đặc sắc Trung Quốc dựa trên tình hình thực tế của nước này. Nhiệm kỳ 2022–27 là thời kỳ then chốt mở ra qua trình xây dựng toàn diện đất nước xã hội chủ nghĩa hiện đại gồm 2 giai đoạn, gồm giai đoạn 2020–2035 là giai đoạn cơ bản, và từ năm 2035–2050 là giai đoạn đưa Trung Quốc trở thành cường quốc xã hội chủ nghĩa. Về kinh tế, đại hội xác định phát triển chất lượng cao là nhiệm vụ hàng đầu, tiếp tục mở cửa mức độ cao và đẩy nhanh xây dựng "tuần hoàn kép" lấy tuần hoàn trong nước làm chủ đạo. Báo cáo nhấn mạnh, phát triển vẫn là nhiệm vụ quan trọng nhất để Đảng Cộng sản Trung Quốc cầm quyền và phát triển đất nước, tuy nhiên cần kết hợp giữa phát triển và an ninh, nhằm đảm bảo an ninh quốc gia và ổn định xã hội, khẳng định quyết tâm của Đảng Cộng sản Trung Quốc trong việc giành chiến thắng trong cuộc chiến chống tham nhũng và gọi đây là "cuộc tự cách mạng triệt để nhất". Về ngoại giao, Trung Quốc sẽ tiếp tục thực hiện chính sách ngoại giao hòa bình độc lập tự chủ, phản đối tư duy Chiến tranh Lạnh, thúc đẩy xây dựng quan hệ quốc tế kiểu mới, đi sâu và mở rộng quan hệ đối tác toàn cầu bình đẳng, rộng mở và hợp tác.
Về Điều lệ Đảng, đại hội thông qua tu chính án với hai điều khoản mới. Thứ nhất là đưa quan điểm lưỡng cá xác lập của Tập Cận Bình vào Điều lệ Đảng, theo đó xác lập vai trò của ông, vừa là người đứng đầu Ủy ban Trung ương Đảng Cộng sản Trung Quốc – cơ quan quyền lực tối cao theo nhiệm kỳ, vừa là lãnh đạo hạt nhân của Đảng Cộng sản Trung Quốc – lãnh tụ toàn Đảng không xác định thời gian. Thứ hai là kiên định với quan điểm "một quốc gia", gián tiếp thể hiện việc thống nhất Đài Loan. Cũng trong ngày 22 tháng 10, đại hội đã tiến hành bầu và thông qua cơ quan trung ương, theo đó bầu 205 Ủy viên Ủy ban Trung ương Đảng, 171 Ủy viên dự khuyết, 133 Ủy viên Ủy ban Kiểm tra Kỷ luật.

### Nhật trình
| Ngày        | Thời gian | Nội dung |
| ----------- | --------- | --- |
| 16 tháng 10 | 10:00     | Khai mạc |
| 16 tháng 10 | Chiều     | Các đoàn đại biểu phân tổ hội nghị – thảo luận về báo cáo của đại hội, bắt đầu thực hiện công tác của đại hội |
| 17          | Cả ngày   | Các đoàn đại biểu phân tổ hội nghị – thảo luận về báo cáo của đại hội, bắt đầu thực hiện công tác của đại hội |
| 18          | Sáng      | Các đoàn đại biểu phân tổ hội nghị – thảo luận về báo cáo của đại hội, bắt đầu thực hiện công tác của đại hội |
| 18          | Chiều     | Hội nghị lần thứ 2 của Đoàn Chủ tịch đại hội, tiến hành: - Thông qua danh sách kiến nghị nhân tuyển cho Ủy viên chính thức, Ủy viên dự khuyết Ủy ban Trung ương Đảng, Ủy viên Ủy ban Kiểm tra Kỷ luật - Trình và thông qua dự thảo báo cáo của Ủy ban Trung ương khóa XIX; dự thảo báo cáo của Ủy ban Kiểm tra Kỷ luật khóa XIX; dự thảo tu chính án Điều lệ Đảng, chuyển tới thảo luận ở các đoàn đại biểu - Thông qua phương pháp tuyển cử đã được các đoàn đại biểu thảo luận - Thông qua danh sách người kiểm phiếu, tổng kiểm phiếu |
| 19          | Cả ngày   | Các đoàn đại biểu phân tổ hội nghị – hoàn tất công tác của hội nghị lần thứ 2 của Đoàn Chủ tịch về việc thông qua danh sách đề nghị ứng cử viên cho Ủy viên chính thức, Ủy viên dự khuyết Ủy ban Trung ương Đảng, Ủy viên Ủy ban Kiểm tra Kỷ luật; thảo luận dự thảo báo cáo của Ủy ban Trung ương khóa XIX; dự thảo báo cáo của Ủy ban Kiểm tra Kỷ luật khóa XIX; dự thảo tu chính án Điều lệ Đảng |
| 20          | Sáng      | Các đoàn đại biểu phân tổ hội nghị – hoàn tất công tác của hội nghị lần thứ 2 của Đoàn Chủ tịch về việc thông qua danh sách đề nghị ứng cử viên cho Ủy viên chính thức, Ủy viên dự khuyết Ủy ban Trung ương Đảng, Ủy viên Ủy ban Kiểm tra Kỷ luật; thảo luận dự thảo báo cáo của Ủy ban Trung ương khóa XIX; dự thảo báo cáo của Ủy ban Kiểm tra Kỷ luật khóa XIX; dự thảo tu chính án Điều lệ Đảng |
| 20          | Chiều     | Hội nghị toàn thể các đoàn đại biểu – lựa chọn sơ bộ Ủy viên chính thức, Ủy viên dự khuyết Ủy ban Trung ương Đảng, Ủy viên Ủy ban Kiểm tra Kỷ luật |
| 20          | Tối       | Hội nghị lần thứ 3 của Đoàn Chủ tịch đại hội – thông qua dự thảo danh sách các ứng cử viên cho Ủy viên chính thức, Ủy viên dự khuyết Ủy ban Trung ương Đảng, Ủy viên Ủy ban Kiểm tra Kỷ luật do các đoàn đại biểu lựa chọn |
| 21          | Sáng      | Hội nghị toàn thể các đoàn đại biểu – lựa chọn sơ bộ Ủy viên chính thức, Ủy viên dự khuyết Ủy ban Trung ương Đảng, Ủy viên Ủy ban Kiểm tra Kỷ luật |
| 21          | Sáng      | Hội nghị lần thứ 4 của Đoàn Chủ tịch đại hội – thông qua dự thảo danh sách các ứng cử viên cho Ủy viên chính thức, Ủy viên dự khuyết Ủy ban Trung ương Đảng, Ủy viên Ủy ban Kiểm tra Kỷ luật do các đoàn đại biểu lựa chọn |
| 21          | Chiều     | Các đoàn đại biểu phân tổ hội nghị – công tác hoàn tất hội nghị lần thứ 3, thứ 4 của Đoàn Chủ tịch, thông qua việc bầu cử Ủy viên chính thức, Ủy viên dự khuyết Ủy ban Trung ương Đảng, Ủy viên Ủy ban Kiểm tra Kỷ luật |
| 22          | 09:00     | Bế mạc |

## Ảnh hưởng

### Tuyên truyền

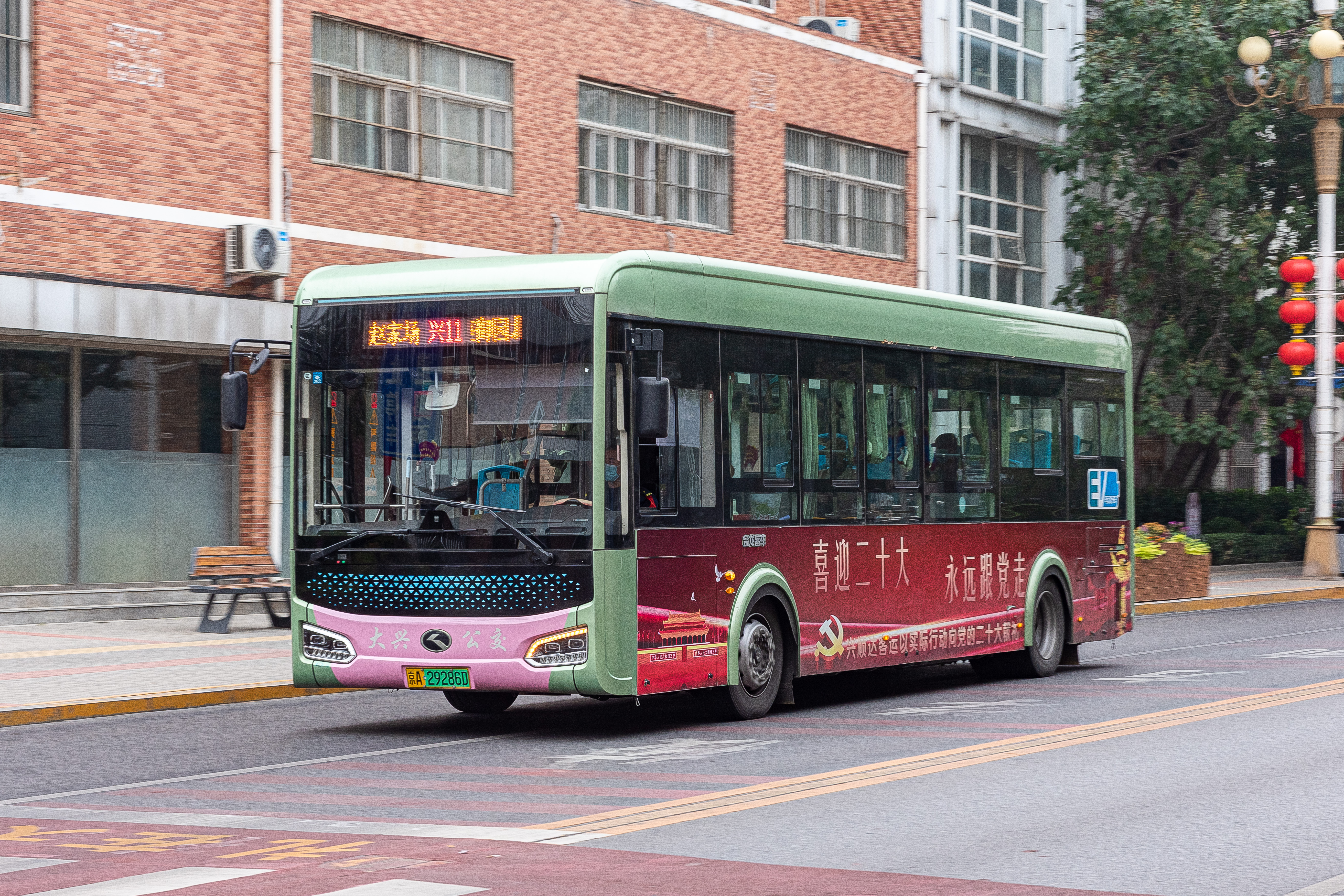
Pano chào mừng Đại 20 trên xe buýt ở địa phương.

Vào trước thềm Đại hội Đảng Cộng sản Trung Quốc lần thứ XX, các phương tiện truyền thông chính thức ở Trung Quốc đại lục đã tung loạt bài đề cập tới đại hội, các nội dung xoay quanh tổng kết nhiệm kỳ của Ủy ban Trung ương Đảng khóa XIX, chuẩn bị cho khóa XX, ca ngợi những thành tựu của Tập Cận Bình trong mười năm kể từ Đại hội Đảng Cộng sản Trung Quốc lần thứ XVIII năm 2012, nhấn mạnh đi sâu nghiên cứu tư tưởng Tập Cận Bình và hiểu biết sâu sắc về thuyết hai cơ sở của ông. Các phương thức tuyên truyền của truyền thông chính thống nhấn mạnh chủ nghĩa xã hội đặc sắc Trung Quốc, thành tựu của Đảng Cộng sản trên mọi phương dịch mà đặc biệt trong việc phát triển kinh tế, bảo đảm xã hội, đạt được thành công trong việc chống đại dịch COVID-19. Vào ngày quốc khánh Cộng hòa Nhân dân Trung Hoa, Đài Truyền hình trung ương Trung Quốc phát hành bản tin với những nội dung như nêu việc đất nước bước vào tháng 10 ngập tràn không khí ấm áp, "chúc phúc cho Trung Quốc mới và chào mừng Đại 20", "người dân nói về những điều mới trong cuộc sống, làm việc chăm chỉ, dũng cảm tiến về phía trước và hướng tới tương lai với niềm đam mê". Hoạt động tuyên truyền cũng được tổ chức ở khắp các tỉnh, thành phố của Trung Quốc. Ngày 16 tháng 10, Bưu chính Trung Quốc phát hành bộ gồm 2 tem kỷ niệm và 1 tờ lưu niệm nhân dịp Đại hội Đảng Cộng sản Trung Quốc lần thứ XX.

### Phản ứng quốc tế
Trước và trong khi khai mạc, một số chính đảng, tổ chức và chính trị gia quốc tế gửi điện mừng nhân dịp Đại hội Đảng Cộng sản Trung Quốc lần thứ XX. Trong đó có cơ quan tối cao của 4 chính đảng cầm quyền là Ban Chấp hành Trung ương Đảng Cộng sản Việt Nam, Ủy ban Trung ương Đảng Lao động Triều Tiên, Ủy ban Trung ương Đảng Nhân dân Cách mạng Lào, và Ủy ban Trung ương Đảng Cộng sản Cuba. Phía Đài Loan cũng gửi điện mừng gồm Ủy ban Trung ương Trung Quốc Quốc dân Đảng, cựu Chủ tịch Liên Chiến, Hồng Tú Trụ, Chủ tịch Tân Đảng Ngô Thành Điển, Chủ tịch Liên minh Vô đảng đoàn kết Lâm Bỉnh Khôn. Ngoài ra, tin mừng đến từng những tổ chức, cá nhân khác như Đại hội Dân tộc Phi, Tổng thống Nam Phi Cyril Ramaphosa; Chủ tịch Đảng Chính nghĩa, Tổng thống Argentina Alberto Fernández; Lãnh đạo Đảng Nhân dân thống nhất, Tổng thống Sri Lanka Ranil Wickremesinghe; Chủ tịch Đảng Dân chủ nhân dân, Tổng thống Tajikistan Emomali Rahmon; Chủ tịch Fatah, Tổng thống Palestine Mahmoud Abbas; Tổng thống Kyrgyzstan Sadyr Japarov; Tổng thống Gabon Ali Bongo Ondimba; Chủ tịch Đảng Nhân dân Mông Cổ, Thủ tướng Luvsannamsrain Oyun-Erdene; Chủ tịch Nước Nga Thống nhất Dmitry Anatolyevich Medvedev; Chủ tịch Amanat, Chủ tịch Hạ viện Kazakhstan Erlan Qoşanov; Chủ tịch Đảng Dân chủ xã hội, Chủ tịch Hạ viện Romania Marcel Ciolacu; Tổng thư ký Liên đoàn Ả Rập Ahmed Aboul Gheit; Chủ tịch Liên minh Yêu nước, cựu Thủ tướng Iraq Ayad Allawi; Chủ tịch Đảng Dân chủ Công lý Mauritanie Eji; Chủ tịch Đảng Thịnh vượng, Thủ tướng Ethiopia Abiy Ahmed; Chủ tịch Đảng Lao động, Tổng thống Congo Denis Sassou Nguesso; Tổng Bí thư Comoros Houmed M'saidié; Chủ tịch Mặt trận Rộng Uruguay Fernando Pereira; Đồng Chủ tịch Đảng Cộng sản Hoa Kỳ Joe Sims; Chủ tịch Thượng viện Pakistan Sadiq Sanjrani; Tổng Bí thư Đảng Nhân dân Mông Cổ Amarbayasgalan Dashzegve; Chủ tịch FUNCINPEC Norodom Chakravuth; Chủ tịch Đảng Dân chủ Kachin Manam Tu Ja; Chủ tịch Phong trào Kiến thiết Algérie Abdelkader Bengrina; Tổng Bí thư Phong trào Nhân dân Maroc Mohand Laenser; Tổng Bí thư Phong trào Nhân dân Tunisia Zouhair Maghzaoui; Tổng Bí thư Đảng Umma Sarah Naqdallah; Chủ tịch Phong trào Yemen Ali Al-Bakali; Chủ tịch Đảng Cộng sản Luxembourg Ali Ruckert; Chủ tịch Đảng Cộng sản Úc Vinicio Molina; Chủ tịch Đảng Tobwaan Kiribati Taaneti Mamau; Phó Chủ tịch Quốc hội Nigeria Yemi Osinbajo; Bí thư Đảng Xây dựng cộng sản Ý Maurizio Acerbo; cựu Thủ tướng Pháp Dominique de Villepin; cựu Chủ tịch Đảng Dân chủ Xã hội Đức, nguyên Bộ trưởng Quốc phòng Đức Rudolf Scharping.

## Sự kiện liên quan
Ngày 22 tháng 10, trong phiên bế mạc đại hội, sau quá trì bỏ phiếu Ủy viên chính thức, Ủy viên dự khuyết của Ủy ban Trung ương Đảng Cộng sản Trung Quốc khóa XX, Ủy viên Ủy ban Kiểm tra Kỷ luật Trung ương Đảng khóa XX, đang trong giai đoạn tiến hành quá trình tiếp theo thì nguyên Tổng Bí thư Hồ Cẩm Đào đã rời khỏi chỗ ngồi của Đoàn Chủ tịch ở trung tâm của Vạn nhân đường, đồng thời rời khỏi phiên bế mạc khi đại hội chưa kết thúc. Đây được xem là một sự kiện gây ra nhiều thắc mắc và suy đoán từ truyền thông quốc tế, cho rằng đây là tình huống miễn cưỡng đi kèm nguyên nhân chính trị. Theo những bức ảnh do các phóng viên ABC và Channel News Asia chụp được, vào thời điểm đó, Hồ Cẩm Đào ngồi bên Tập Cận Bình, có biểu hiện dường như muốn kiểm tra tài liệu bên cạnh tập phiếu bầu màu đỏ trên bàn Ủy ban Thường vụ Đoàn Chủ tịch, nhưng Lật Chiến Thư và Vương Hỗ Ninh đã giữ lại tập tài liệu, lấy đi từ tay ông và trao đổi đôi lời với ông. Theo cảnh quay trực tiếp do các phóng viên của The Straits Times, AFP, Associated Press và các phương tiện truyền thông khác thực hiện, Phó Chủ nhiệm Văn phòng Trung ương Đảng, Đại biểu Đại 20 Khổng Thiệu Tốn và cảnh vệ của Tập Cận Bình đến và định đưa Hồ Cẩm Đào rời đi. Vào lúc này, Hồ Cẩm Đào đã nhiều lần có hành động dường như hướng tới việc lấy lại cặp phiếu bầu và tài liệu nhưng không thành công, ông cũng cố gắng lấy tài liệu bên cạnh Tập Cận Bình nhưng bị chính Tập Cận Bình cản lại. Sau thời gian ngắn, ông được cảnh vệ đỡ lên. Trước khi rời chỗ ngồi, Lật Chiến Thư dường như muốn đứng dậy và đỡ Hồ Cẩm Đào nhưng Vương Hỗ Ninh đã kéo Lật Chiến Thư trở lại. Hồ Cẩm Đào được đỡ rời đi, các tài liệu được cảnh vệ mang theo. Nửa giờ sau, Khổng Thiệu Tốn trở lại và nói chuyện ngắn với Tập Cận Bình, đến tối cùng ngày, Tân Hoa Xã thông báo trên Twitter rằng Hồ Cẩm Đào trong phiên bế mạc đã cảm thấy không được khỏe, được các cảnh vệ dìu sang căn phòng cạnh hội trường diễn ra lễ bế mạc để nghỉ ngơi. Ngày hôm sau, trong Hội nghị toàn thể lần thứ nhất Ủy ban Trung ương Đảng Cộng sản Trung Quốc khóa XX tại Sảnh Yến hội của Đại lễ đường Nhân dân, Hồ Cẩm Đào không xuất hiện trong suốt hội nghị cùng Lý Thụy Hoàn.

## Nhận định từ xã hội
Trước khi Đại hội Đảng Cộng sản Trung Quốc lần thứ XX diễn ra, nhiều nhận định từ báo chí, truyền thông, nghiên cứu chính trị đại đa số từ quốc tế xuất hiện, phân tích và đưa ra đánh giá đối với sự kiện chính trị này. Về phía phân tích, đa phần dư luận quốc tế từ Hoa Kỳ, Nga, Anh Quốc, Việt Nam cho rằng, với việc sửa đổi Điều lệ Đảng và Hiến pháp Bát Nhị không giới hạn nhiệm kỳ của lãnh đạo tối cao, do đó nhà lãnh đạo Tập Cận Bình sẽ tiếp tục giữ ba chức vụ Tổng Bí thư, Chủ tịch nước, Chủ tịch Quân ủy trong nhiệm kỳ mới, không giống với Giang Trạch Dân và Hồ Cẩm Đào; đồng thời không giống với lãnh tụ Mao Trạch Đông, Đặng Tiểu Bình, hai lãnh tụ chỉ giữ một chức vụ chủ chốt lần lượt là Chủ tịch Ủy ban Trung ương Đảng, và Chủ tịch Ủy ban Quân sự Trung ương. Tuy nhiên, cũng có các tờ báo, nhà nghiên cứu cho rằng Tập Cận Bình sẽ rời ba vị trí trước đó và tạo lập lại vị trí Chủ tịch Ủy ban Trung ương Đảng, giữ vị trí này sau 40 năm từ thời điểm thông qua thể chế bãi bỏ chế độ lãnh đạo không xác định nhiệm kỳ từ 1982. Năm 2021, thông qua Nghị quyết Lịch sử thứ ba, hãng BBC và RFI cho rằng Tập Cận Bình được sùng bái cá nhân, vượt qua Giang Trạch Dân, Hồ Cẩm Đào và là lãnh tụ Trung Quốc tương tự với Mao Trạch Đông, Đặng Tiểu Bình, và đây cũng là xu hướng rõ ràng cho việc ông sẽ tiếp tục là lãnh đạo trong nhiệm kỳ mới. Bên cạnh đó, có những nghiên cứu đa chiều với hệ thống chính trị giai đoạn này của Trung Quốc. Đối với chính sách Zero-COVID, sau sự kiện phong tỏa Thượng Hải vào tháng 3, nhà nghiên cứu chính trị Bùi Mẫn Hân từ Đại học Claremont McKenna cho rằng chính sách này đã và đang làm suy yếu quyền lực của Tập Cận Bình, còn nhà báo An Đức Liệt từ hãng RFI cho rằng chính sách này là phương pháp của Tập Cận Bình để kiểm tra mức độ tuân thủ lãnh đạo của hệ thống Đảng, chính quyền các cấp.
Về ngôn luận, Đài Tiếng nói Hoa Kỳ cho rằng do Trung Quốc đại lục đã nhiều lần nhấn mạnh về việc cần kiên quyết trấn áp các bình luận tùy tiện về chính quyền trung ương "vong nghị trung ương" (妄议中央), nhiều chủ đề của Đại 20 là chủ đề cấm kỵ ở Trung Quốc, và công chúng được khuyến cáo không nên thảo luận công khai và thậm chí là cả riêng tư. Cư dân mạng Trung Quốc thường bày tỏ ý kiến một cách mạch lạc, để không gây rắc rối vì lời nói của họ, nhiều cuộc thảo luận, tranh luận và biện luận liên quan tới chủ đề này đã được chuyển ra mạng xã hội nước ngoài, trong đó có những câu hỏi về bước đột phá của Tập Cận Bình trong gần 50 năm qua thực tiễn giữa Đảng Cộng sản từ khi mở cửa, và sự chuyển giao quyền lực tối cao của Trung Quốc. Có nhiều người cho rằng việc Tập Cận Bình tái đắc cử là điều tốt cho Trung Quốc, và đó là ý nguyện của người dân.
Vào thời điểm sát lề đại hội, đã có những tin đồn lẫn sự kiện mang tính tuyên bố trên trên thông và thực tế về việc chuyển giao quyền lực và quan điểm đối với nhà lãnh đạo Tập Cận Bình. Ngày 8 tháng 9, Vương Cường được phong quân hàm Thượng tướng, bổ nhiệm làm Tư lệnh Chiến khu Bắc Bộ, là tướng lĩnh duy nhất được phong quân hàm trong sự kiện này. Với việc thay đổi lãnh đạo cấp cao của quân đội trước thềm sự kiện chính trị Đại 20, một số nguồn tin nước ngoài từ Ấn Độ và xuất phát từ cựu Bộ trưởng Công Thương, Bộ trưởng Tư pháp Subramanian Swamy cho rằng đây là dấu hiệu của việc đảo chính ở Trung Quốc, lãnh tụ Tập Cận Bình đã bị quản thúc tại gia bởi quân đội. Tuy nhiên nhiều nguồn tin khác bác bỏ tin tức này.  Sang đầu tháng 10, trên mạng xã hội nước ngoài, khẩu hiệu Tập xuống Lý lên xuất hiện và nhanh chóng lan truyền với nhận định cho rằng Tổng lý Lý Khắc Cường đại diện cho trường phái tự do sẽ trở thành người lãnh đạo tối cao, thay thế Tập Cận Bình, đưa chính trị Trung Quốc trở nên tự do hơn. Vào ngày 13 tháng 10, cuộc biểu tình cầu Tứ Thông Bắc Kinh, một số người biểu tình đã treo hai biểu ngữ và phát thiết bị loa trên cầu Tứ Thông ở thủ đô, đốt lốp xe và đốt khói dày đặc để thu hút sự chú ý của người qua đường với mục đích phản đối Tập Cận Bình. Những người biểu tình đã kêu gọi phế truất vị trí Tổng Bí thư của Tập Cận Bình, yêu cầu phổ thông đầu phiếu cho chức vụ Chủ tịch nước và chấm dứt chính sách Zero-COVID ở Trung Quốc. Cảnh sát nhanh chóng có mặt tại hiện trường để bắt giữ những người biểu tình, dập lửa và gỡ bỏ các khẩu hiệu phản đối, biểu ngữ và thiết bị phát sóng có liên quan. Theo CNN, khi các phóng viên CNN đến hiện trường lúc 15h30 chiều ngày hôm đó, họ không nhìn thấy bất kỳ biển báo nào và người biểu tình, nhưng rất đông cảnh sát tuần tra gần đó.

## Quản chế và bảo an

### An ninh trật tự
Về kiểm soát an ninh, Đài Á Châu Tự Do đưa tin rằng trước thềm Đại hội Đảng Cộng sản Trung Quốc lần thứ XX, Bộ Công an tuyên bố phát động "Trăm ngày hành động" (百日行动), phối hợp với Lực lượng Cảnh sát Vũ trang tiến hành tuần tra ở nhiều nơi khác nhau, bố trí tối đa lực lượng trên đường phố, đóng quân tại các khu dân cư cơ sở, sẵn sàng điều tra các mối nguy tiềm ẩn, bảo vệ an toàn trong các khu giao thông vận tải, tàu điện ngầm và giao thông công cộng. Lực lượng Vũ Cảnh thông cáo báo chí rằng cơ quan này sẽ hoạt động tần suất tối đa để phòng, chống tất cả các hành vi, sự kiện có nguy cơ phá hoại tới sự kiện mang tính lịch sử này. Tính đến 15 tháng 7, hơn 70.000 nghi phạm hình sự đã bị bắt, hơn 3.200 vụ gây gổ, gây rối đã được điều tra và xử lý. Ngày 2 tháng 9, Văn phòng Internet Quốc gia của Đảng Cộng sản thông báo khởi động chiến dịch đặc biệt kéo dài 3 tháng là "Thanh Lãng" (清朗) về việc loại bỏ tin đồn và thông tin sai sự thật trên Internet, yêu cầu các tin đồn và thông tin sai lệch liên quan đến các cuộc họp chính trị, chính trị – xã hội lớn, các sự kiện quan trọng và các thông báo chính sách quan trọng phải được dọn dẹp và xử lý kịp thời. Cục Công an thành phố Bắc Kinh ra thông báo rằng từ ngày 15 tháng 9 đến ngày 31 tháng 10, các hoạt động của máy bay "thấp, chậm và nhỏ" như máy bay không người lái bị cấm trong khu vực hành chính của thủ đô, Cục Bưu chính Nhà nước, Bộ Công an và Bộ An ninh Nhà nước đã phối hợp ra thông báo tăng cường hệ thống nhận hàng và giao nhận hàng hóa, bưu kiện trong thời gian diễn ra đại hội, đề cao quá trình kiểm tra, nhận và giao hàng, kiểm tra an ninh tại sân bay. Vào đêm trước và trong tuần đại hội, có các tình nguyện viên an ninh cộng đồng ở khắp Bắc Kinh, những tình nguyện viên này phối hợp cùng với lực lượng dân quân và an ninh, đảm nhiệm việc xác định các yếu tố bất ổn nếu có, tạo nên một mạng lưới phòng chống và kiểm soát xã hội ba chiều chặt chẽ xung quanh đại hội. Lực lượng Cảnh sát Vũ trang tuần tra trên các con phố gần Đại lễ đường Nhân dân, người đi xe đạp và người đi bộ cũng sẽ bị dừng ngẫu nhiên để kiểm tra.

### Phòng chống dịch bệnh
Về biện pháp phòng dịch, cán bộ các cấp của Đảng Cộng sản yêu cầu toàn Đảng tuân thủ chính sách Zero-COVID do Tập Cận Bình đề ra ở Trung Quốc, củng cố thành tích phòng chống dịch và chào mừng Đại 20 bằng những hành động thiết thực. Đầu tháng 10, với sự gia tăng của dòng người trong kỳ nghỉ lễ Quốc khánh, số ca dương tính cục bộ ở Trung Quốc đại lục tăng trở lại và các địa phương tiến hành thắt chặt các chính sách kiểm soát dịch bệnh, áp dụng biện pháp kiểm soát di chuyển nhân sự chặt chẽ hơn, thường xuyên xét nghiệm acid nucleic. Bắc Kinh cũng ban hành biện pháp tăng cường phòng chống dịch trên địa bàn thành phố, theo đó kiểm tra kỹ người dân vào thành phố với những điều kiện về chống dịch khắt khe, sử dụng ứng dụng Health kit Bắc Kinh, liên lạc qua đường dây nóng 12345.